# Pritisak
Pritisak je sila koja djeluje na neku plohu. Vrijednost (iznos) količnika te sile i ploštine plohe naziva se tlak.

## Tlak
Tlak je fizikalna veličina (znak p) koja opisuje djelovanje sile na površinu, određena omjerom sile F (pritisak), koja djeluje okomito na površinu ploštine A, dakle:
{\displaystyle p={F \over A}}.
Mjerna jedinica tlaka je Paskal (znak Pa) ili njutn po metru kvadratnom (N/m2). Osim Paskala može se upotrebljavati i mjerna jedinica tlaka bar (1 bar = 105 Pa). Stare jedinice tlaka bile su:
- tehnička atmosfera, znak at (1 at = 98 066,5 Pa);[3]
- standardna, normalna ili fizikalna atmosfera, znak atm (1 atm = 101 325 Pa);[3])
- milimetar živina stupca ili milimetar stupca žive, znak mmHg, ili torr (1 mmHg = 1 torr = 133,322 Pa);[3]
- milimetar stupca vode, znak mmH2O (1 mmH2O = 9,806 65 Pa).